# Sergio Rial
Sergio Agapito Lires Rial (Rio de Janeiro, 28 de julho de 1960) é um economista e banqueiro brasileiro. Atualmente, ocupa o cargo de Presidente do Conselho de Administração do Santander Brasil, posição que assumiu em janeiro de 2022, após ocupar a posição de Presidente Executivo do banco, de janeiro de 2016 à dezembro de 2021.
Foi listado como uma das cem personalidades mais influentes do agronegócio brasileiro, pela revista Dinheiro Mensal da Isto É Dinheiro.
Em 2 de janeiro de 2023 assumiu o cargo de CEO do grupo Americanas SA mas renuncia ao cargo 9 dias depois, em 11 de janeiro de 2023, ao anunciar a descoberta de uma inconsistência de R$ 20 bilhões no balanço da empresa.

## Biografia
Graduou-se em direito pela Universidade Federal do Rio de Janeiro e em economia pela Universidade Gama Filho.
Iniciou sua carreira no banco ABN AMRO em 1984, onde foi diretor até 2002. Foi diretor de investimentos do extinto banco Bear Stearns em Nova Iorque, de 2002 a 2004.
Em 2004, começou a trabalhar na empresa alimentícia de Minnesota Cargill, onde alcançou o posto de vice-presidente executivo e de diretor de finanças. Após sair da Cargill, em novembro de 2012, Sergio Rial foi indicado pelo conselho de administração da Seara Alimentos a CEO da Divisão Seara Foods. Em 2014, assumiu a presidência do Marfrig, deixando o cargo um ano depois.
Em setembro de 2015, foi anunciado pelo Grupo Santander, que Sergio Rial assumiria o cargo de chairman, seguindo em 2016 como CEO da instituição financeira. 
Em março de 2017, Sergio Rial foi eleito presidente da Confederação Nacional das Instituições Financeiras (CNF).
Em janeiro de 2023, Sergio Rial assume o cargo de CEO do grupo Americanas SA mas renuncia ao cargo 9 dias depois, em 11 de janeiro de 2023, ao anunciar a descoberta de uma inconsistência de R$ 20 bilhões no balanço da empresa. Em chamada com acionistas, Sérgio Rial disse que o rombo se deu por "inconsistências no balanço da empresa" que não teriam começado agora, mas já se arrastavam "por cerca de 7 a 9 anos". Segundo Rial, pagamentos a fornecedores eram antecipados contraindo dívida com bancos, operação conhecida como "risco sacado", mas não eram contabilizadas como dívida bancária, o que inflaria o lucro contábil. No dia 19 de janeiro de 2023, a empresa entrou com um pedido de recuperação judicial na 4ª Vara Empresarial do Rio de Janeiro.
Em 3 de dezembro de 2024, a Comissão de Valores Mobiliários (CVM) absolveu Sergio Rial de acusações de informações após descoberta de rombo contábil na varejista em 2023.